# 코트니 드레이퍼
코트니 드레이퍼(Courtnee Draper, 1985년 4월 24일 ~ )는 미국의 배우, 성우이다.
올랜도에서 태어났다.

## 출연 작품
- 서핑 업 (2007년)
- 슬립오버 (2004년)
- 고양이의 보은 (2002년)
- 스텝시스터 프롬 플래닛 위어드 (2000년)
- 더 듀크 (1999년)
- 더 서틴스 이어 (1999, The Thirteenth Year)
- 현대판 톰 소여의 모험 (1998년)

### 텔레비전
- 더 볼드 앤 더 뷰티풀 (2002)